# Mesoleius balearicus
Mesoleius balearicus là một loài tò vò trong họ Ichneumonidae.